# Босая, Галина Раисовна
Гали́на Раи́совна Боса́я (настоящая фамилия — Габдульба́рова; род. 18 февраля 1986, Краснотурьинск, Свердловская область, РСФСР, СССР) — российская певица, автор-исполнитель, продюсер; лидер группы BOSÁYA.
Работает в самых разнообразных жанрах, от инди-рока, трип-хопа и неоклассицизма до альтернативного рока.

## Псевдоним
Галина Босая — псевдоним, образованный от польской девичьей фамилии матери.
В конце 1930-х годов, после присоединения к СССР Западной Украины, многих живших там поляков ссылали в Сибирь и на Урал. Среди них оказался и дед Галины — Михаил Боса. Местные власти все польские фамилии русифицировали в родительном падеже, после чего дед по паспорту оказался Босых, а его жена Галина и дочери Вера, Надежда и Любовь — Босые. Теперь так — BOSÁYA — называется и группа, и один из альбомов певицы, по словам которой, это обозначает «экзистенциальную свободу».

## Биография
Галина родилась 18 февраля 1986 года в городе Краснотурьинск Свердловской области. Её мать — Любовь Босая, вопреки сопротивлению родителей, вышла замуж за татарина Раиса Габдульбарова. Единственная дочь росла в семье, в которой уживались традиции разных культур и религий — ислама и православия.
Там же в Краснотурьинске с отличием окончила дирижёрско-хоровое отделение Музыкального колледжа у Валерия Михайловича Галенкова.
В 16 лет участвовала во всероссийском конкурсе «Утренняя звезда» с местной шоу-группой «Фараоны».
Переехав в Москву, поступила в Институт современного искусства по классу вокала у Анатолия Юрьевича Степанова, который окончила по специальности «эстрадно-джазовое пение» с красным дипломом.
Стала известной в Москве в 2008 году, будучи вокалисткой альтернативной команды Overrun, работавшей в стиле прогрессивного трип-хопа. С песней «Revolution» завоевала гран-при на рок-фестивале «Индюшата» Александра Кушнира. В том же году Overrun выступили на концерте-трибьюте Led Zeppelin с кавер-версией композиции Kashmir. Позже открыла фестиваль «Этнопланета» психоделическим треком «India».
Вместе с Overrun выступала от России на открытии Олимпиады в Китае в 2008 году.
В 2011 году начала сольную карьеру. Летом 2012 года совместно с группой «ОтЗвуки Му» выступила на фестивале «Пилорама 2012». В 2013 году выпустила сразу два сольных альбома в России в лейбле Soyuz Music. В 2015 году вышел альбом Bosaya, спродюсированный в Германии.
26 ноября 2015 года в Зале церковных соборов Храма Христа Спасителя состоялась премьера проекта «XII Священных Псалмов», где Галина Босая представила собственное музыкальное прочтение древних молитвенных песнопений в стиле неоклассицизм.
27 апреля 2017 года состоялась премьера спектакля «Людмила Гурченко. Живая», по пьесе Михаила Волохова, в котором Галина исполнила главную роль. Режиссёр спектакля Андрей Житинкин.
В 2017 году становится послом по связям с общественностью STS&P от Южной Кореи.

## Творчество
Галина Босая — обладательница голоса, диапазоном в четыре октавы.
Творчество Босой развивается сразу в нескольких направлениях. Во-первых, она исполняет оригинальные каверы известных музыкантов, в основном классиков русской рок-музыки — Сергея Курёхина и Петра Мамонова. Выступая в этом качестве выступила на телеканале «Дождь» в программе, посвященной памяти Сергея Курёхина, Босая представила собственный вариант композиции «Донна Анна», известной как саундтрек к фильму «Господин оформитель», произведя сильнейшее впечатление на зрителей и ведущего Михала Козырева. Во-вторых, создаёт и записывает собственные оригинальные композиции, в различных музыкальных направлениях.
В различные годы сотрудничала и выступала с многими российскими музыкантами разных жанров: «ОтЗвуки Му», Overrun, Вячеславом Бутусовым, Вадимом Самойловым, Настей Полевой, Евгением Феклистовым (Конец фильма).
Вместе с виолончелистом Бориславом Струлёвым записали сразу три свои песни «Птица белая», «Никто любовь уже не ищет», «Счастье-Любовь», которые вошли в её первый акустический альбом.
Лирическая композиция «Никто любовь уже не ищет» вошла в популярные сборники «Европа Плюс — 100 лучших хитов 2011» и «Стопудовый хит», а песня «С надеждой на весну» звучала в сериале «Петрович» на телеканале НТВ.
В 2013 году Soyuz Music выпустил два сольных альбома Галины «Любовь» и «Под Запретом».
В Сиэтле записала альбом Cold Emotion — Troy Lindsey & Bosaya (релиз в США — 1 декабря 2014 года), который дважды был номинирован на премию Music Aworlds, а также вошёл в сборник Leap2015.
В 2013—2015 годах в России и Германии работает над проектом «XII Священных Псалмов», начав с изучения Псалтири и переложения стихов на музыку.
Проект получил благословение митрополита Волоколамского Илариона (Алфеева) и одобрение патриаршего совета по культуре.
Презентация альбома состоялась 26 ноября 2015 года в Зале Церковных Соборов Храм Христа Спасителя в Москве.
Концерт сопровождался видеоинсталляцией по христианским мотивам.
В 2015 году собственная группа Галины BOSÁYA выпустила одноимённый альбом, который был записан в студиях Сиэтла, Мюнхена, Москвы и спродюсирован в Германии под руководством продюсера Доминика Шафера (нем. Dominik Schäfer).
В апреле 2016 года представляла Россию на конференции Tallinn Music Week в Таллине (Эстония), где в результате совместной работы родились несколько песен, в частности, хит «Tähti Täis On Öö» Карла-Эрика Таукары.
В 2017 году группа BOSÁYA представляет Россию в Сочи на Всемирном фестивале молодежи и студентов в номинации «Современная музыка России».
Так же Галина Босая посетила Южную Корею и исполнила народную песню «Ариан», группа BOSÁYA создала 15001 версию этой песни. Также в качестве посла STS&P певица встречалась с мэром Пхёнчхана, где речь шла о поддержке русских спортсменов, во время Зимней Олимпиады 2018 года.
В 2018 году группа поддержала Олимпийских спортсменов, в рамках проекта «Я за тебя» совместно с Иваном Шаповаловым, продюсером группы «Тату», «PodnebesЫ». В акции приняло участие более 2-х миллионов людей по всей России.
Warner Music Russia предлагает попробовать написать песню к Чемпионату Мира по футболу, но в связи с разногласиями с дирекцией, группе поступает предложение от Diamond Records купить сингл — «Крути мяч круче» и снять на неё клип на футбольную тематику.
В апреле BOSÁYA отправляется в тур по Италии вместе с группами «Отзвуки Му» и «Вежливый отказ», под руководством «Александра Липницкого».
1 июня 2018 года группа выигрывает президентский грант на проект «XII Священных Псалмов».

## Критика
Журнал Time Out характеризовал стиль Галины Босой в составе группы Overrun как «одновременно бесноватый и нежный этнический трип-хоп».
Журнал «Афиша» характеризует певицу следующими словами: «Порывистая блондинка Галя Босая — вправду мощнейшая фронтвумен, по манере пения она отчасти похожа на Бьорк, по манере поведения — на Жанну Агузарову».
Лидер группы «Мумий Тролль» Илья Лагутенко также сравнил Галину со знаменитой исландской певицей сказав, что это «как если бы в Massive Attack пела Бьорк».

## Увлечения, хобби
Отдыхает занимаясь бегом, плаванием[4].
Любимые авторы: Чехов, Толстой, Кафка, Ткаченко, Моэм, Фромм[4]; Кант, священная геометрия, персидский поэт Руми, психология, из духовного: Александр Ткаченко (все его книги)[4].
Любит композиторов XX века: Скрябина, Шостаковича, Подгайца, Рахманинова, Брамса, но самым любимым является И. С. Бах и Дж. Верди; из отечественной рок-музыки: коллекцию «Подольск−87», зарубежных рок-классиков, фолк и других стилей[4].
Среди любимых фильмов называет: «Дневник памяти», «Ниночка», «Новая Москва», Феллини «Сладкая жизнь», все фильмы Вуди Алена, фантастические фильмы про космос[4].
Фотографы: Ричард Аведон, Хельмут Ньютон, Ани Лейбовиц.

### Официальные
- Официальный сайт: bosayamusic.com.

### Видео

#### Клипы
- Галина Босая — Кури.
- BOSAYA — GENIUS IN SYNC.
- BOSAYA — Мы мир всего.
- BOSAYA — Танец на цыпочках.

#### Выступления
- ОВЕРАН — Донна Анна (С.Курехин) — живое выступление на телеканале «Дождь» в программе Михаила Козырева «Новый год», посвященной Сергею Курёхину (июль 2011 года).
- Серебряный Дождь:
  - Что то хорошее, группа «Bosaya» и Галина Босая, Эмили.
  - Что то хорошее, группа «Bosaya» и Галина Босая, Let Me Know.

#### Прочее
- «XII Священных Псалмов» Мировая премьера Храм Христа Спасителя.
- Cold Emotion (Feat. Bosaya).

### Интервью
- Саша Фукс. Поп-рок сменила на псалмы. Комсомольская правда (18 ноября 2015). Дата обращения: 15 декабря 2016.
- Алексей Пичугин и Константин Мацан. "Псалмы в рок-обработке". Светлый вечер с Галиной Босой и Борисом Барабановым (19.01.2016). Радио Вера (19 января 2016). Дата обращения: 15 декабря 2016.
- Наталья Красильникова. Галина БОСАЯ: «В голосе вся моя жизнь». АртМосковия (15 марта 2016). Дата обращения: 14 февраля 2017.
- Телеканал «Союз»:
  - Александр Крузе. Канон. Певица, композитор Галина Босая. Часть 1. Телеканал «Союз» (13 августа 2016). Дата обращения: 13 февраля 2017.
  - Александр Крузе. Канон. Певица, композитор Галина Босая. Часть 2. Телеканал «Союз» (13 августа 2016). Дата обращения: 13 февраля 2017.
- Евгений Ерёмин. Галина Босая: донести миру красоту и содержание псалмов. Протоинфо (5 января 2017). Дата обращения: 13 февраля 2017.
- Круглый стол: Наталья Малахова. Солистка инди-группы начала петь Псалмы. Московский Комсомолец (18 ноября 2015). Дата обращения: 15 декабря 2016.
- Действующие Лица — Галина Босая (на YouTube) // 25 июня 2014 года, Радио Культуры.
- Культурные люди. В гостях Галина Босая // Mediametrics TV.

### Другие
- Галина Босая в вики журнала Контрабанда. Контрабанда. Дата обращения: 13 февраля 2017.